# راشيل كليلاند
راشيل كليلاند (بالإنجليزية: Rachel Cleland) هي ناشِطة أسترالية، ولدت في 19 يناير 1906، وتوفيت في 18 أبريل 2002 بسبب نوبة قلبية.